# Django Lovett
Django Lovett, född 6 juli 1992, är en friidrottare från Kanada. Han deltog vid olympiska sommarspelen 2020.